# Universal Monsters
Universal Monsters lub Universal Horror – franczyza obejmująca serię horrorów stworzonych przez Universal Studios w latach 1923–1960, choć są wśród nich także filmy innych gatunków, na przykład komedia Abbott i Costello spotykają Frankensteina. Wszystkie produkcje łączy obecność tak zwanego „potwora”, który jest humanoidalną postacią o nadludzkich umiejętnościach (Drakula, niewidzialny człowiek) lub pokracznym ciele (Quasimodo, upiór w operze). Do franczyzy zalicza się wszystkie filmy reklamowane przez Universal Studios logiem Universal Monsters; wszystkie filmy, które dzielą swoje uniwersum z filmami reklamowanymi tym logiem oraz znane w swoich czasach szerszej publiczności filmy grozy studia Universal. Przyjmuje się, że pierwszym filmem z serii był Dzwonnik z Notre Dame lub Upiór w operze. Oba są nieme i występuje w nich Lon Chaney. Universal Studios wprowadziło do kultury masowej wizerunki wielu powszechnie rozpoznawalnych dzisiaj potworów takich jak Drakula, Frankenstein, wilkołak, mumia, niewidzialny człowiek i potwór z Czarnej Laguny. Najczęściej grającymi aktorami w tych filmach byli Béla Lugosi, Boris Karloff i Lon Chaney Jr.

## Historia

### Lata 20.

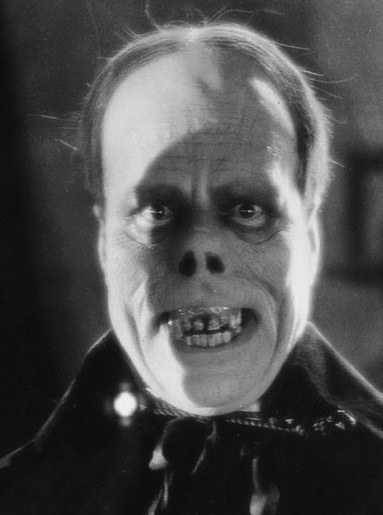
Lon Chaney w filmie Upiór w operze

W 1923 roku Universal wyprodukował dramat Dzwonnik z Notre Dame z Lonem Chaneym w roli Quasimodo. Była to ekranizacja powieści Victora Hugo Katedra Marii Panny w Paryżu, która jednak znacząco różni się od oryginału ze względu na obowiązujący wówczas kodeks Haysa. Film nie był horrorem, ale filmowa postać Quasimodo była wielokrotnie kreowana na potwora wchodzącego w kanon franczyzy. Na przykład Universal Studios wypuściło na rynek figurkę Quasimodo, której opakowanie było oznaczone logiem Universal Monsters.
Dwa lata później, w 1925 roku Lon Chaney wystąpił w innym filmie studia Universal, tym razem w horrorze – Upiór w operze. Zagrał w nim tytułową rolę. Film był oparty na powieści Gastona Lerouxa. W tym filmie została odwzorowana Opéra Garnier. Plan filmowy został wykorzystany ponownie w remake’u z 1943 roku.
W latach 20. powstały też między innymi takie filmy jak Kot i kanarek (1927), Człowiek, który się śmieje (1928), Ostatnie ostrzeżenie (1929) oraz Ostatnie przedstawienie (1929). Wszystkie filmy o potworach powstałe w tej dekadzie były nieme.

### Lata 30.

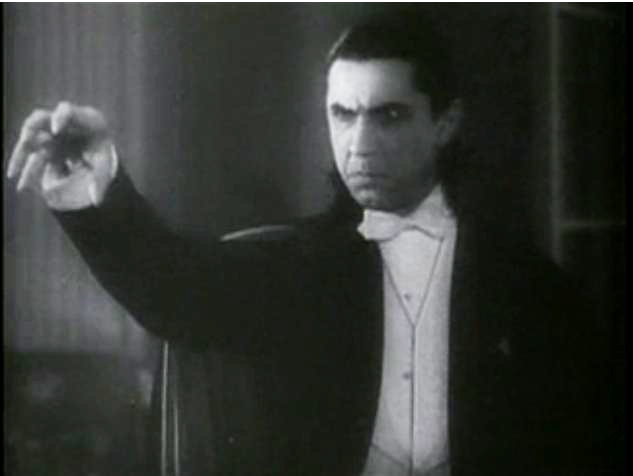
Béla Lugosi w Draculi

Na początku lat 30. studio postanowiło zekranizować powieść Brama Stokera Drakula. W tytułową rolę miał wcielić się znany z Dzwonnika z Notre Dame oraz Upiora w Operze Lon Chaney, który jednak umarł na raka krtani w 1930 roku. Miała być to jego pierwsza rola w filmie dźwiękowym. Film Dracula ostatecznie powstał w 1931 roku, a tytułową rolę zagrał w nim Béla Lugosi, który był później wielokrotnie zatrudniany przez studio. Film okazał się wielkim sukcesem i postanowiono stworzyć kolejny horror z Bellą Lugosim w roli głównej. Miał być to Frankenstein. Jednak Lugosi odmówił gdy dowiedział się, że będzie miał charakteryzację zasłaniającą większość twarzy i nie będzie miał żadnych scen mówionych. Miał powiedzieć „I was a star in his own country and I will not be a scarecrow here!” (pl. Byłem gwiazdą w swoim kraju i nie będę robił za stracha na wróble!). Rolę przejął po nim Boris Karloff, który okazał się równie wartościowym aktorem dla studia i już rok później zagrał tytułową rolę w Mumii. Wszystkie trzy filmy – Dracula, Frankenstein i Mumia – były tak wielkim sukcesem kasowym, że zapoczątkowały całe serie.

Znaczący udział w rozwoju filmów studia Universal o potworach miał Jack Pierce, który odpowiadał za charakteryzację w latach 30.

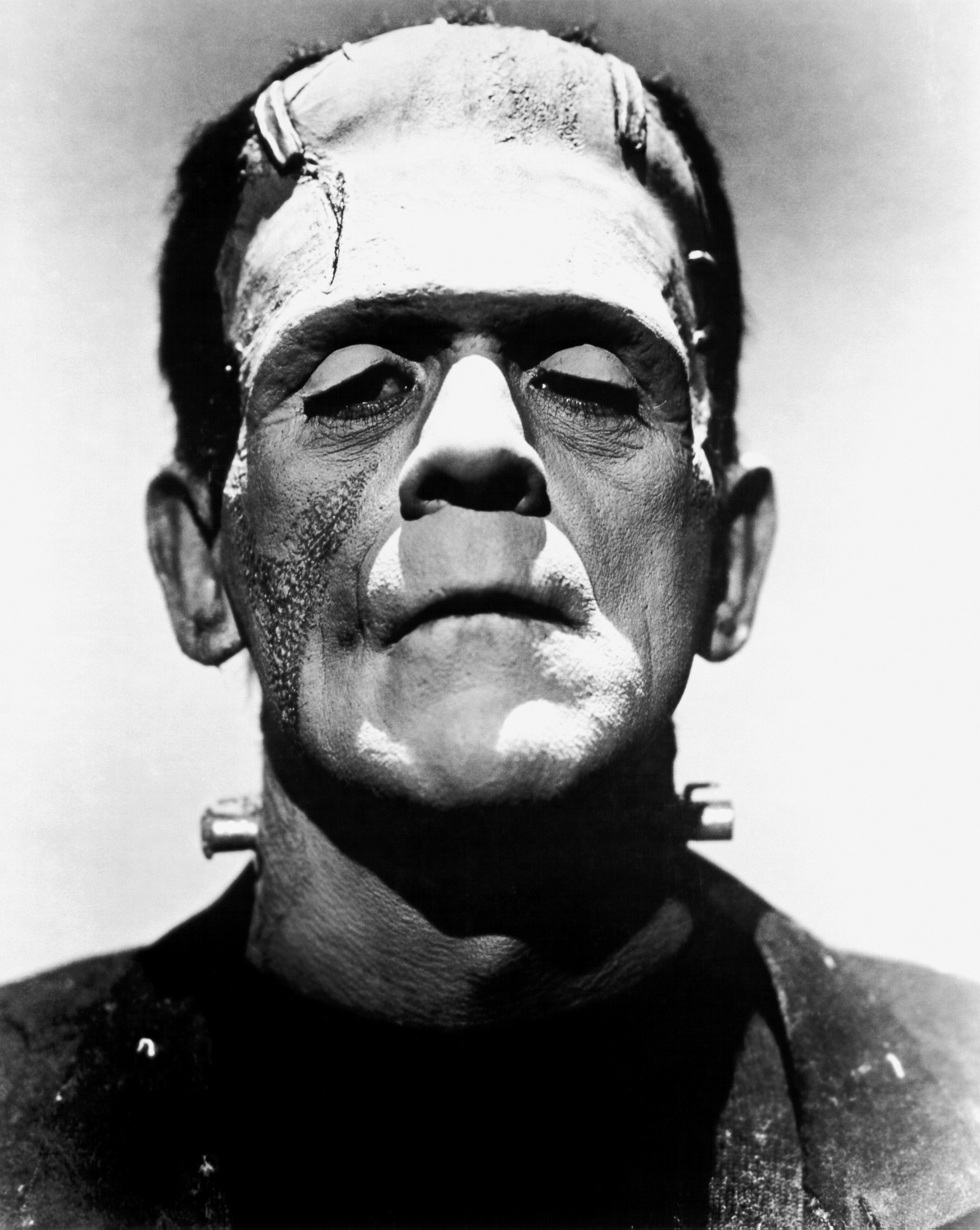
Boris Karloff w filmie Narzeczona Frankensteina

Następnie powstała trylogia filmów opartych na twórczości Edgara Allana Poego: Zabójstwa przy Rue Morgue (1932), Czarny kot (1934), Kruk (1935). We wszystkich trzech zagrał Béla Lugosi, a w dwóch ostatnich Boris Karloff.
Od 1935 Universal Studios zaczęło produkować kontynuacje swoich filmów: Narzeczona Frankensteina (1935), Syn Frankensteina (1939) i Córka Draculi (1936).

### Lata 40.
W 1941 roku Universal Studios stworzyło film Wilkołak, który również doczekał się wielu kontynuacji. W rolę wilkołaka wcielił się Lon Chaney Jr. – syn Lona Chaneya, który dawniej również był gwiazdą Universal Monsters.
W 1943 roku studio nakręciło remake Upiora w operze z 1925 roku z Claude Rains w tytułowej roli.
W tej dekadzie powstały kontynuacje i crossovery klasycznych już filmów o potworach. Jednak aktorzy często zamieniali się rolami w kolejnych filmach. W Duchu Frankensteina (1942) Frankensteina zagrał Lon Chaney Jr., a we Frankenstein spotyka Człowieka Wilka (1943) Frankensteina zagrał Béla Lugosi, a wilkołaka Lon Chaney Jr. W synu Draculi (1943) Lon Chaney Jr. zagrał rolę hrabiego Draculi.
Kontynuowano też serię filmów o mumii, jednak żadna z nich nie był kontynuacją oryginału, gdyż nie nawiązywała w żaden sposób do wydarzeń z pierwszej części i nie występują w nich postacie z oryginalnej Mumii. Powstały między innymi Ręka mumii (1940) i Grobowiec mumii (1942).
Ostatecznie wszystkie klasyczne potwory z Universal Studios z wyjątkiem Mumii i niewidzialnego człowieka pojawiły się w filmie Dom Frankensteina (1944) i Dom Draculi (1945). Pod koniec dekady powstały się także komedie z Abbottem i Costello, w której również pojawiły się klasyczne potwory wypromowanymi przez studio – Abbott i Costello spotykają Frankensteina (1948) i Abbott i Costello spotykają mordercę (1949). W kolejnej dekadzie pojawiło się więcej komedii o podobnym koncepcie.

### Lata 50.
Na początku lat 50. kontynuowano serię z Abbottem i Costello. Pojawiły się Abbott i Costello spotykają niewidzialnego człowieka (1951), Abbott i Costello spotykają Jekylla i Hyde’a (1953) oraz Abbott i Costello spotykają mumię (1955). W 1953 wyprodukowano też skecz Abbott & Costello Meet the Creature from the Black Lagoon, który pojawił się w amerykańskim programie rozrywkowym The Colgate Comedy Hour.
W 1954 roku studio stworzyło film Potwór z Czarnej Laguny, który był też pierwszym filmem z ostatniej serii filmowej w tej franczyzie.

## Lista filmów
| Nazwa                                                | Data produkcji       | Seria (lp.)                                                      |
| ---------------------------------------------------- | -------------------- | ---------------------------------------------------------------- |
| Dzwonnik z Notre Dame                                | 2 września 1923      |                                                                  |
| Upiór w operze                                       | 6 czerwca 1925       | Upiór w operze (1)                                               |
| Kot i kanarek                                        | 9 września 1927      |                                                                  |
| Człowiek, który się śmieje                           | 27 kwietnia 1928     |                                                                  |
| Ostatnie ostrzeżenie                                 | 6 stycznia 1929      |                                                                  |
| Ostatnie przedstawienie                              | 2 listopada 1929     |                                                                  |
| The Cat Creeps                                       | 10 listopada 1930    |                                                                  |
| Dracula                                              | 12 lutego 1931       | Drakula (1)                                                      |
| Dracula (wersja hiszpańska)                          | 20 marca 1931        | Drakula (2)                                                      |
| Frankenstein                                         | 21 listopada 1931    | Frankenstein (1)                                                 |
| Zabójstwa przy Rue Morgue                            | 21 lutego 1932       | Edgar Allan Poe (1)                                              |
| Stary mroczny dom                                    | 20 października 1932 |                                                                  |
| Mumia                                                | 22 grudnia 1932      | Mumia (1)                                                        |
| Secret of the Blue Room                              | 20 lipca 1933        |                                                                  |
| Niewidzialny człowiek                                | 13 listopada 1933    | Niewidzialny człowiek (1)                                        |
| Czarny kot                                           | 3 maja 1934          | Edgar Allan Poe (2)                                              |
| The Mystery of Edwin Drood                           | 4 lutego 1935        |                                                                  |
| Narzeczona Frankensteina                             | 22 kwietnia 1935     | Frankenstein (2)                                                 |
| Wilkołak z Londynu                                   | 13 maja 1935         | Wilkołaki (1)                                                    |
| Kruk                                                 | 8 lipca 1935         | Edgar Allan Poe (3)                                              |
| Niewidzialny promień                                 | 20 stycznia 1936     |                                                                  |
| Córka Draculi                                        | 11 maja 1936         | Drakula (3)                                                      |
| Night Key                                            | 18 kwietnia 1937     |                                                                  |
| Syn Frankensteina                                    | 13 stycznia 1939     | Frankenstein (3)                                                 |
| Tower of London                                      | 17 listopada 1939    |                                                                  |
| Powrót niewidzialnego człowieka                      | 12 stycznia 1940     | Niewidzialny człowiek (2)                                        |
| Black Friday                                         | 29 lutego 1940       |                                                                  |
| Ręka mumii                                           | 30 września 1940     | Mumia (2)                                                        |
| Niewidzialna kobieta                                 | 27 grudnia 1940      | Niewidzialny człowiek (3)                                        |
| Man Made Monster                                     | 28 marca 1941        |                                                                  |
| Horror Island                                        | 28 marca 1941        |                                                                  |
| Czarny kot                                           | 2 maja 1941          | Edgar Allan Poe (4)                                              |
| Wilkołak                                             | 12 grudnia 1941      | Wilkołaki (2)                                                    |
| The Mad Doctor of Market Street                      | 27 lutego 1942       |                                                                  |
| Duch Frankensteina                                   | 13 marca 1942        | Frankenstein (4)                                                 |
| Niewidzialny agent                                   | 31 lipca 1942        | Niewidzialny człowiek (4)                                        |
| Tajemnica Marii Roget                                | 23 kwietnia 1942     | Edgar Allan Poe (5)                                              |
| The Strange Case of Doctor Rx                        | 17 kwietnia 1942     |                                                                  |
| Night Monster                                        | 20 października 1942 |                                                                  |
| Grobowiec mumii                                      | 23 października 1942 | Mumia (3)                                                        |
| Frankenstein spotyka Człowieka Wilka                 | 5 marca 1943         | Frankenstein (5) Wilkołaki (3)                                   |
| Captive Wild Woman                                   | 4 czerwca 1943       | Kobieta-małpa (1)                                                |
| Upiór w operze                                       | 27 sierpnia 1943     | Upiór w operze (2)                                               |
| Syn Draculi                                          | 5 listopada 1943     | Drakula (4)                                                      |
| The Mad Ghoul                                        | 12 listopada 1943    |                                                                  |
| Calling Dr. Death                                    | 17 grudnia 1943      | Inner Sanctum Mysteries (1)                                      |
| Weird Woman                                          | 1 marca 1944         | Inner Sanctum Mysteries (2)                                      |
| Jungle Woman                                         | 1 czerwca 1944       | Kobieta-małpa (2)                                                |
| Zemsta niewidzialnego człowieka                      | 9 czerwca 1944       | Niewidzialny człowiek (5)                                        |
| Duch mumii                                           | 7 lipca 1944         | Mumia (4)                                                        |
| The Climax                                           | 20 października 1944 |                                                                  |
| Dead Man’s Eyes                                      | 10 listopada 1944    | Inner Sanctum Mysteries (3)                                      |
| Dom Frankensteina                                    | 1 grudnia 1944       | Drakula (5) Frankenstein (6) Wilkołaki (4)                       |
| Klątwa mumii                                         | 7 lipca 1944         | Mumia (5)                                                        |
| The Frozen Ghost                                     | 1 czerwca 1945       | Inner Sanctum Mysteries (4)                                      |
| The Jungle Captive                                   | 29 czerwca 1945      | Kobieta-małpa (3)                                                |
| Strange Confession                                   | 5 października 1945  | Inner Sanctum Mysteries (5)                                      |
| Dom Draculi                                          | 7 grudnia 1945       | Drakula (6) Frankenstein (7) Wilkołaki (5)                       |
| Pillow of Death                                      | 14 grudnia 1945      | Inner Sanctum Mysteries (6)                                      |
| The Spider Woman Strikes Back                        | 22 marca 1946        |                                                                  |
| House of Horrors                                     | 29 marca 1946        |                                                                  |
| Kobieta wilk z Londynu                               | 17 maja 1946         | Wilkołaki (6)                                                    |
| The Brute Man                                        | 1 października 1946  |                                                                  |
| Abbott i Costello spotykają Frankensteina            | 15 czerwca 1948      | Abbott i Costello (1) Drakula (7) Frankenstein (8) Wilkołaki (7) |
| Abbott i Costello spotykają mordercę                 | 18 września 1949     | Abbott i Costello (2)                                            |
| Abbott i Costello spotykają niewidzialnego człowieka | 7 marca 1951         | Abbott i Costello (3) Niewidzialny człowiek (6)                  |
| The Strange Door                                     | 8 grudnia 1951       |                                                                  |
| The Black Castle                                     | 1 grudnia 1952       |                                                                  |
| Przybysze z przestrzeni kosmicznej                   | 25 maja 1953         |                                                                  |
| Abbott i Costello spotykają Jekylla i Hyde’a         | 10 kwietnia 1953     | Abbott i Costello (4)                                            |
| Potwór z Czarnej Laguny                              | 5 marca 1954         | Potwór z Czarnej Laguny (1)                                      |
| Zemsta potwora                                       | 11 maja 1955         | Potwór z Czarnej Laguny (2)                                      |
| Cult of the Cobra                                    | 30 maja 1955         |                                                                  |
| Ta wyspa Ziemia                                      | 1 czerwca 1955       |                                                                  |
| Abbott i Costello spotykają mumię                    | 23 czerwca 1955      | Abbott i Costello (5) Mumia (6)                                  |
| Tarantula                                            | 14 grudnia 1955      |                                                                  |
| The Creature Walks Among Us                          | 26 kwietnia 1956     | Potwór z Czarnej Laguny (3)                                      |
| Curucu, Beast of the Amazon                          | grudzień 1956        |                                                                  |
| Ludzie krety                                         | 20 lutego 1957       |                                                                  |
| The Deadly Mantis                                    | maj 1957             |                                                                  |
| Człowiek, który się nieprawdopodobnie zmniejsza      | 22 lutego 1957       |                                                                  |
| The Land Unknown                                     | 30 października 1957 |                                                                  |
| The Monolith Monsters                                | grudzień 1957        |                                                                  |
| Potwór na kampusie                                   | 17 grudnia 1958      |                                                                  |
| The Thing That Couldn’t Die                          | 27 czerwca 1958      |                                                                  |
| Curse of the Undead                                  | maj 1959             |                                                                  |
| Kobieta pijawka                                      | maj 1960             |                                                                  |

## Statystyki występujących aktorów
Uwzględniono tylko aktorów, którzy zagrali w co najmniej pięciu filmach Universalu.
| Imię i nazwisko | liczba występów | filmy |
| --------------- | --------------- | --- |
| Boris Karloff   | 17              | Frankenstein, Stary mroczny dom, Mumia, Czarny kot (1934), Narzeczona Frankensteina, Kruk, Niewidzialny promień, Night Key,Syn Frankensteina, Tower of London, Black Friday, The Climax, Dom Frankensteina, Abbott i Costello spotykają mordercę, The Strange Door, The Black Castle, Abbott i Costello spotykają Jekylla i Hyde’a |
| Lon Chaney Jr.  | 17              | Man Made Monster, Wilkołak, Duch Frankensteina, Grobowiec mumii, Frankenstein spotyka Człowieka Wilka, Syn Draculi, Calling Dr. Death, Weird Woman, Duch mumii, Dead Man’s Eyes, Dom Frankensteina, Klątwa mumii, The Frozen Ghost, Strange Confession, Dom Draculi, Pillow of Death, Abbott i Costello spotykają Frankensteina    |
| Béla Lugosi     | 13              | Dracula, Zabójstwa przy Rue Morgue, Czarny kot (1934), Kruk, Niewidzialny promień, Syn Frankensteina, Black Friday, Czarny kot (1941), Wilkołak, Duch Frankensteina, Night Monster, Frankenstein spotyka Człowieka Wilka, Abbott i Costello spotykają Frankensteina                                                                |
| Evelyn Ankers   | 6               | Captive Wild Woman, Syn Draculi, The Mad Ghoul, Weird Woman, Jungle Woman, The Frozen Ghost |
| Bud Abbott      | 5               | Abbott i Costello spotykają Frankensteina, Abbott i Costello spotykają mordercę, Abbott i Costello spotykają niewidzialnego człowieka, Abbott i Costello spotykają Jekylla i Hyde’a, Abbott i Costello spotykają mumię |
| Lou Costello    | 5               | Abbott i Costello spotykają Frankensteina, Abbott i Costello spotykają mordercę, Abbott i Costello spotykają niewidzialnego człowieka, Abbott i Costello spotykają Jekylla i Hyde’a, Abbott i Costello spotykają mumię |
| John Carradine  | 5               | Captive Wild Woman, Zemsta niewidzialnego człowieka, Duch mumii, Dom Frankensteina, Dom Draculi |

## Remaki

### Universal Studios
W 1973 Universal wyprodukowało dla stacji NBC miniserial Frankenstein: The True Story z Jamesem Masonem.
W 1979 roku Universal wyprodukowało inną wersję Draculi z Frankiem Langellą i Laurence’em Olivierem.
W roku 1999 powstał remake filmu Mumia, a kolejno w latach 2001, 2002 i 2008 powstawały jej kontynuacje i prequele – Mumia powraca, Król Skorpion i Mumia: Grobowiec cesarza smoka. Dwa pierwsze filmy odniosły szczególny sukces finansowy.
W 2004 roku studio wyprodukowało film Van Helsing z Hugh Jackmanem i Kate Beckinsale, w którym pojawiają się takie postacie jak Drakula, Frankenstein i Wilkołak. Film był hołdem dla łączonych horrorów z lat 40, jak Dom Frankensteina.
W 2010 roku powstał Wilkołak z Benicio del Toro, Anthonym Hopkinsem, Emily Blunt i Hugo Weavingiem.
W 2020 roku powstał Niewidzialny człowiek produkcji Blumhouse Productions z Elisabeth Moss i Oliverem Jackson-Cohenem.

### Hammer Film Productions
Universal Studios nie posiadało praw autorskich do konceptu większości swoich filmów o potworach, gdyż były one głównie oparte na powieściach. Jednak ich sukces zainspirował studio Hammer Film Productions do stworzenia wielu filmów opartych na tych samych powieściach, w tym własnej serii o doktorze Frankensteinie, Drakuli i Mumii, a także filmów takich jak Upiór w operze i Stary mroczny dom.

### Mroczne Uniwersum
W 2013 roku studio zapowiedziało reboot serii o potworach. Filmy z nowej serii mają mieć wspólne uniwersum na wzór nowszych filmów Marvel Studios. Reboot miał się rozpocząć od filmu Dracula: Historia nieznana z 2014 roku, jednak po tym jak zebrał słabe recenzje wśród krytyków i nie sprostał oczekiwaniom finansowym studia, postanowiono, że reboot rozpocznie film Mumia. Jeszcze przed premierą pierwszego filmu studio ogłosiło, że tworzone przez nich uniwersum będzie nosiło nazwę Mroczne Uniwersum i planowane są rebooty filmów Frankenstein, Narzeczona Frankensteina, Niewidzialny człowiek, Wilkołak i Potwór z Czarnej Laguny, a w dalszej perspektywie Książę Dracula, Upiór w operze i Dzwonnik z Notre Dame. Mumia miała premierę 9 czerwca 2017 i miał przytłaczająco negatywne recenzje, a dochody z filmu nie zadowoliły studia. W związku z tym prace nad trzecim filmem, Narzeczona Frankensteina, zostały wstrzymane, a jego premiera wstępnie przesunięta na 2019 rok.